# Trophithauma
Trophithauma is een geslacht van insecten uit de familie van de Bochelvliegen (Phoridae), die tot de orde tweevleugeligen (Diptera) behoort.

## Soort
- T. rostrata (Melander and Brues, 1903)